# Ping (rivière)
Pour les articles homonymes, voir Ping.
La Ping est une rivière de Thaïlande et un des deux principaux affluents du fleuve la Chao Phraya avec la Nan. 

## Géographie

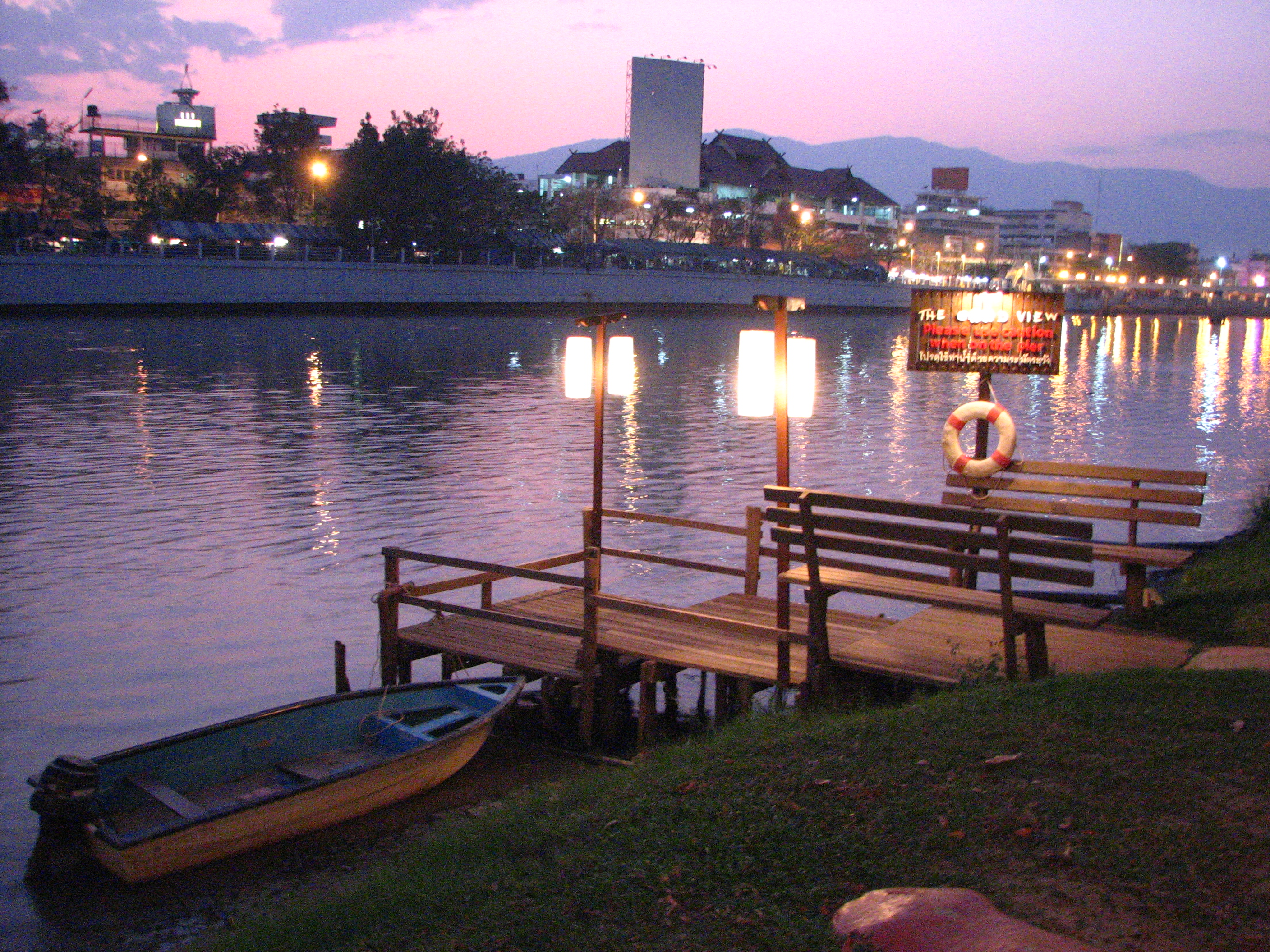
La Ping à Chiang Mai.

Elle prend sa source à Doi Chiang Dao, dans le district de Chiang Dao, dans la province de Chiang Mai. Elle coule vers le sud : Après avoir traversé Chiang Mai, elle arrose la province de Lamphun, la province de Tak et  la province de Kamphaeng Phet. À son confluent avec la Nan à Nakhon Sawan (aussi appelé Paknam Pho en thaï) elle forme la Chao Phraya.

### Bassin versant de la Ping
Le bassin versant de la Ping est un des plus grands de ceux de la Chao Phraya, avec 33 896 km2.

### Grand bassin de la Ping
Si l'on compte l'ensemble de ses affluents, notamment la Wang, la surface totale du bassin versant de la Ping atteint 44 688 km2.

## Affluents
Le principal affluent est la Wang (rg), qui la rejoint à Tak.

## Hydrologie
Son régime hydrologique est dit pluvial tropical.

## Aménagements et écologie

### Barrage Bhumibol
Dans la province de Tak, la Ping est coupée par le barrage Bhumibol (ancien barrage Yanhee, renommé d'après le roi Bhumibol Adulyadej), créant un lac artificiel de 300 km2, le plus grand de Thaïlande.

### Parc national Mae Ping
La Ping traverse le parc national Mae Ping (en).

### Poissons de la rivière Ping
Les espèces de poissons du cours supérieur de la Ping les plus communes sont des cypriniformes (cyprinidae et apparentés aux carpes etc.) : balitora burmanica ; "labéo tricolore" epalzeorhynchos frenatum ; esomus metallicus ; hemimyzon ; labeo chrysophekadion ; lepidocephalichthys berdmorei ; leptobarbus hoevenii ; luciosoma bleekeri et luciosoma spilopleura ; opsarius koratensis et opsarius pulchellus ; osteochilus waandersii ; raiamas guttarus ; rasbora paviana ; schistura desmotes et schistura nicholsi ; systomus orphoides ; tor tambroides ; yasuhikotakia modesta ...
Les espèces de poissons-chats sont aussi nombreuses : 
- des bagridae : hemigrabus filamentus et hemigrabus wychii ; pseudomystus siamensis...
- des clariidae : le silure grenouille ou poisson-chat marcheur clarias batrachus...
- des sisoridae : les poissons-chats des eaux rapides bagarius bagarius et bagarius yarrelli ; glyptothorax dorsalis, glyptothorax lampris et glyptothorax triineatus...

et d'autres espèces :
- anabantidae : perche grimpeuse anabas testudineus
- butidae : gobie dormeur oxyeleotris marmorata
- channidae : poissons à tête de serpent channa gachua, channa striata...
- cichlidae : tilapia du Nil oreochromis niloticus
- mastacembelidae : anguilles épineuses macrognathus siamensis ; mastacembelus armatus et mastacembelus favus...
- notopterodae : notopterus notopterus
- osphronemidae : trichopsis vittata
- oxudercidae : rhinogobius chiengmaiensis
- synbranchidae : anguille des marais monopterus albus
- etc.

### Site archéologique: Wiang Kum Kam
Wiang Kum Kam est un site archéologique du nord de la Thaïlande. Il est situé 5 km au sud du centre-ville de Chiang Mai, dans le district (Amphoe) de Saraphi, dans la province de Chiang Mai. C'est une ancienne capitale fondée par le roi Mengrai à la fin du XIIIe siècle au bord de la Ping, un affluent de la Chao Phraya dont les débordements seraient responsables de son abandon. Le site a encore été inondé trois fois par la Ping en 2005.